# Aeroportul Tsushima
Aeroportul Tsushima (IATA: TSJ, ICAO: RJDT) este un aeroport din Tsushima, Prefectura Nagasaki, Japonia ce deservește zona Tsushima. Aeroportul a fost tranzitat în 2023 de 251.583 de pasageri. A fost numit după Insula Tsushima.
Situat la o altitudine de 63 m, aeroportul dispune de o singură pistă. Este operat de Prefectura Nagasaki.